# Colin McCredie
Colin McCredie (Dumbarton, Schotland, 8 juni 1972) is een Schotse acteur, vooral bekend door zijn rol als Stuart Fraser in de ITV-politieserie Taggart.
Hij toerde met de Scottish Youth Theatre en werd opgeleid aan de Royal Scottish Academy of Music and Drama in Glasgow.
In 1994 kwam hij op 23-jarige leeftijd bij het team van Taggart.
In 2008 had McCredie een rol in de film Ecstasy.  

## Filmografie
Televisie
- The Missing Postman
- Tartan Shorts - The Pen
- Dr. Finlay - als Gerald Hynde
- Take the High Road
- The Holy City - als Patrick
- The Justice Game - als Mickey
- City Lights
- Fish Out Of Water - als Hunter
- Takin' Over the Asylum - als Phil

Theater
- Dealer's Choice - als Mugsy (Tron Theatre Company)
- Candide - als Candide (Suspect Culture Tour)
- Passing Places - als Bryan (Traverse Theatre)
- Teechers - als Salty - (Byre Theatre)
- Glengarry Glen Ross - als Lingk (Arches Theatre)
- Virtual Reality (Comedy Revue Tour)

Film
- Oban (Cliffhanger Films)
- Pandaemonium - als Doug (Mariner Films)
- Small Faces - als Doug (Skyline)
- Shallow Grave - als Cameron (Figment Films)
- Ecstasy (als douanebeambte),  (2008)

- International Standard Name Identifier: 0000 0001 3104 5461
- Library of Congress Control Number: no2011034324
- Virtual International Authority File: 169487698
- WorldCat: E39PBJkT9jmrQfbpYH49PXFYfq